# دو و میدانی در المپیک تابستانی ۱۸۹۶
دو و میدانی در بازی‌های المپیک تابستانی ۱۸۹۶ نام رویداد ورزش دو و میدانی در بازی‌های المپیک تابستانی ۱۸۹۶ برگزار شد.

## نتایج مسابقات
| رویداد          | طلا                                      | طلا     | نقره                                    | نقره    | برنز                                    | برنز    |
| ۱۰۰ متر         | توماس برک · ایالات متحده آمریکا          | ۱۲٫۰    | فریتس هوفمن · آلمان                     | ۱۲٫۲    | فرانسیس لین · ایالات متحده آمریکا       | ۱۲٫۶    |
| ۱۰۰ متر         | توماس برک · ایالات متحده آمریکا          | ۱۲٫۰    | فریتس هوفمن · آلمان                     | ۱۲٫۲    | آلایوش سوکویی · مجارستان                | ۱۲٫۶    |
| ۴۰۰ متر         | توماس برک · ایالات متحده آمریکا          | ۵۴٫۲    | هربرت جمیسون · ایالات متحده آمریکا      | ۵۵٫۲    | چارلز گملین · بریتانیای کبیر            | ۵۶٫۷    |
| ۸۰۰ متر         | ادوین فلک · استرالیا                     | ۲:۱۱٫۰  | ناندور دانی · مجارستان                  | ۲:۱۱٫۸  | دیمیتریوس گولمیس · یونان                | ۲:۲۸٫۰  |
| ۱۵۰۰ متر        | ادوین فلک · استرالیا                     | ۴:۳۳٫۲  | آرتور بلک · ایالات متحده آمریکا         | ۴:۳۳٫۶  | آلبن لموزیو · فرانسه                    | ۴:۳۶٫۰  |
| ۱۱۰ متر با مانع | توماس کرتیس · ایالات متحده آمریکا        | ۱۷٫۶    | گرانتلی گولدینگ · بریتانیای کبیر        | ۱۷٫۶    | داده نشد                                |         |
| ماراتون         | اسپریدون لوئیس · یونان                   | ۲:۵۸:۵۰ | خاریلوس واسیلاکوس · یونان               | ۳:۰۶:۰۳ | گولا کلنر · مجارستان                    | ۳:۰۶:۳۵ |
| پرش ارتفاع      | الری هاردینگ کلارک · ایالات متحده آمریکا | 1.81 m  | جیمز برندان کانلی · ایالات متحده آمریکا | 1.65 m  | داده نشد                                |         |
| پرش ارتفاع      | الری هاردینگ کلارک · ایالات متحده آمریکا | 1.81 m  | رابرت گرت · ایالات متحده آمریکا         | 1.65 m  | داده نشد                                |         |
| پرش با نیزه     | ویلیام هویت · ایالات متحده آمریکا        | 3.30 m  | آلبرت تایلر · ایالات متحده آمریکا       | 3.20 m  | اوانگلوس داماسکوس · یونان               | 2.60 m  |
| پرش با نیزه     | ویلیام هویت · ایالات متحده آمریکا        | 3.30 m  | آلبرت تایلر · ایالات متحده آمریکا       | 3.20 m  | یوانیس تئودوروپولوس · یونان             | 2.60 m  |
| پرش طول         | الری هاردینگ کلارک · ایالات متحده آمریکا | 6.35 m  | رابرت گرت · ایالات متحده آمریکا         | 6.00 m  | جیمز برندان کانلی · ایالات متحده آمریکا | 5.84 m  |
| پرش سه‌گام       | جیمز برندان کانلی · ایالات متحده آمریکا  | 13.71 m | الکساندر توفر · فرانسه                  | 12.70 m | یوانیس پرساکیس · یونان                  | 12.52 m |
| پرتاب وزنه      | رابرت گرت · ایالات متحده آمریکا          | 11.22 m | میلتیادیس گوسکوس · یونان                | 11.03 m | گئورگیوس پاپاسیدریس · یونان             | 10.36 m |
| پرتاب دیسک      | رابرت گرت · ایالات متحده آمریکا          | 29.15 m | پانایوتیس پاراسکووپولوس · یونان         | 28.95 m | سوتیریوس ورسیس · یونان                  | 27.78 m |

## جدول مدال‌ها
| رتبه | کشورها                    | طلا | نقره | برنز | مجموع |
| ۱    | ایالات متحده آمریکا (USA) | ۹   | ۶    | ۲    | ۱۷    |
| ۲    | استرالیا (AUS)            | ۲   | ۰    | ۰    | ۲     |
| ۳    | یونان (GRE)               | ۱   | ۳    | ۶    | ۱۰    |
| ۴    | مجارستان (HUN)            | ۰   | ۱    | ۲    | ۳     |
| ۵    | فرانسه (FRA)              | ۰   | ۱    | ۱    | ۲     |
| ۵    | بریتانیای کبیر (GBR)      | ۰   | ۱    | ۱    | ۲     |
| ۷    | آلمان (GER)               | ۰   | ۱    | ۰    | ۱     |
| *    | مجموع مدال‌ها              | ۱۲  | ۱۳   | ۱۲   | ۳۷    |

## ملیت شرکت کننده‌ها
۶۴ ورزشکار از ۱۰ کشور در مسابقات شرکت داشتند.
- استرالیا (۱)
- شیلی (۱)
- دانمارک (۳)
- فرانسه (۶)
- آلمان (۵)
- بریتانیای کبیر (۵)
- یونان (۲۹)
- مجارستان (۳)
- سوئد (۱)
- ایالات متحده آمریکا (۱۰)